# Phyllis Gotlieb
Phyllis Gotlieb (nacida como Phyllis Fay Bloom, Toronto, 26 de mayo de 1926 - 14 de julio de 2009) fue una poetisa y escritora canadiense de ciencia ficción. Se la considera como la Grand Dame del género en Canadá.
Estudió literatura en la Universidad de Toronto, graduándose en 1950 con un título de maestría; uno de sus primeros trabajos en el ámbito de la ciencia ficción fue A Grain Of Manhood publicado en 1959. Por otro lado, su primera novela fue Sunburst, nombre al que se remite actualmente el Premio Sunburst. En 1982 ganó el Premio Aurora a la mejor novela por A Judgement of Dragons.

## Obras

### Ficción
- Sunburst - 1964
- Why Should I Have All the Grief - 1969
- O Master Caliban! - 1976
- Emperor, Sword, Pentacles - 1982
- Son of the Morning and Other Stories - 1983
- The Kingdom of the Cats - 1985
- Heart of Red Iron - 1989
- Blue Apes - 1995
- Flesh and Gold - 1998
- Violent Stars - 1999
- Mindworld - 2002
- Birthstones - 2007

### Poesía
- Within the Zodiac - 1964
- Ordinary Moving - 1969
- Doctor Umlaut's Earthly Kingdom - 1974
- The Works - 1978
- Red Blood Black Ink White Paper: New and Selected Poems 1961-2001 - 2002

- Datos: Q537306